# Ракетный удар по Виннице
Ракетный удар по Виннице был нанесён Вооружёнными силами РФ утром 14 июля 2022 года по людной центральной части города. В результате удара погибли по меньшей мере 27 человек, в том числе двенадцать гражданских женщин, семь гражданских мужчин, семь работников и посетителей медицинского центра «Нейромед», трое несовершеннолетних детей, а также 3 офицера ВСУ.
Президент Украины Владимир Зеленский назвал атаку военным преступлением и в очередной раз призвал признать Россию страной — спонсором терроризма. Министерство обороны России признало нанесение удара, безосновательно заявив о поражении военной цели.
Руководство Винницкой областной прокуратуры начало досудебное расследование в криминальном уголовном производстве по фактам нарушения методов и средств ведения войны, связанного с умышленным убийством (ч. 2 ст. 438 КК Украины). 15 июля в Виннице и Винницкой области объявлен днём траура по погибшим в результате удара.

## Хронология
14 июля 2022 года около 10:10 в городе прозвучала воздушная тревога. Приблизительно в 10:42 начали появляться сообщения от местных жителей о трёх взрывах. Перед этим местные жители заметили ракету, пролетавшую над Бершадью и Винницей.
Государственная служба Украины по чрезвычайным ситуациям и глава Национальной полиции Игорь Клименко сообщили, что в 10:45 три ракеты попали по парковке вблизи девятиэтажного дома быта «Юбилейный». В результате удара также пострадали находившиеся рядом офисное здание, Дом офицеров, жилые дома и медицинский диагностический центр. Образовавшийся пожар перекинулся на стоянку автомобилей, в результате чего, по сообщениям украинской стороны, сгорело около 50 машин. Согласно данным полиции, частная клиника сгорела полностью.
16 июля завершился разбор завалов; 24-я жертва удара умерла в больнице с 85 % ожогов тела. К вечеру того же дня были опознаны все тела погибших.
К 21 июля в больницах скончались ещё две жертвы, среди них 20-летняя Ольга Лысенко, получившая 98 % ожогов тела. 2 августа от ранений скончался детский невролог Павел Ковальчук.
По информации украинских СМИ, одной из шести подлодок, одна из которых атаковала Винницу ракетами, была «Краснодар», которой командовал капитан С. Ржицкий. По информации разведки Украины, позже Ржицкий отказался выполнять приказы командования. В июле 2023 в Краснодаре Ржицкий, где он работал зам. начальника отдела по мобилизационной работе администрации Краснодара, был застрелен неизвестным.

## Обстоятельства
Удар был нанесён тремя российскими крылатыми ракетами «Калибр» с фрегата Адмирал Макаров. Согласно заявлению спикера Командования воздушных сил Украины Юрия Игната, ракеты были запущены с подводной лодки из акватории Чёрного моря, при этом две ракеты были сбиты. По другим данным, всего из Чёрного моря было запущено семь ракет, и четыре были сбиты. Ракетный удар произошёл во время конференции в Гааге, посвящённой военным преступлениям России.
Оказавшаяся на месте событий внештатная корреспондентка BBC сообщила, что на площади, по которой ударила ракета, было много людей. Они проигнорировали сигнал тревоги и не проследовали в укрытие. Большое количество людей объясняется тем, что в расположенном на площади офисном центре находились клиника, кафе, ателье пошива одежды и детские кружки. Корреспондентка также сообщила, что Винница до этого считалась безопасной, из-за чего сюда часто прибывали беженцы.
Принадлежащий Воздушным силам Украины Дом офицеров, который, согласно утверждению Минобороны России, являлся целью и в котором якобы должно было быть собрание украинского командования, давно использовался как центр творчества, в здании располагалась студия звукорежиссёра Андрея Музона, а в концертном зале Дома офицеров вечером в день удара должна была выступать поп-исполнительница Roxolana.

## Разрушения
В результате ракетного удара были повреждены и уничтожены 55 многоквартирных и частных жилых домов, 40 автомобилей и 2 трамвая. Полностью выгорела частная клиника «Нейромед», находившаяся на первом этаже дома быта «Юбилейный».

## Жертвы

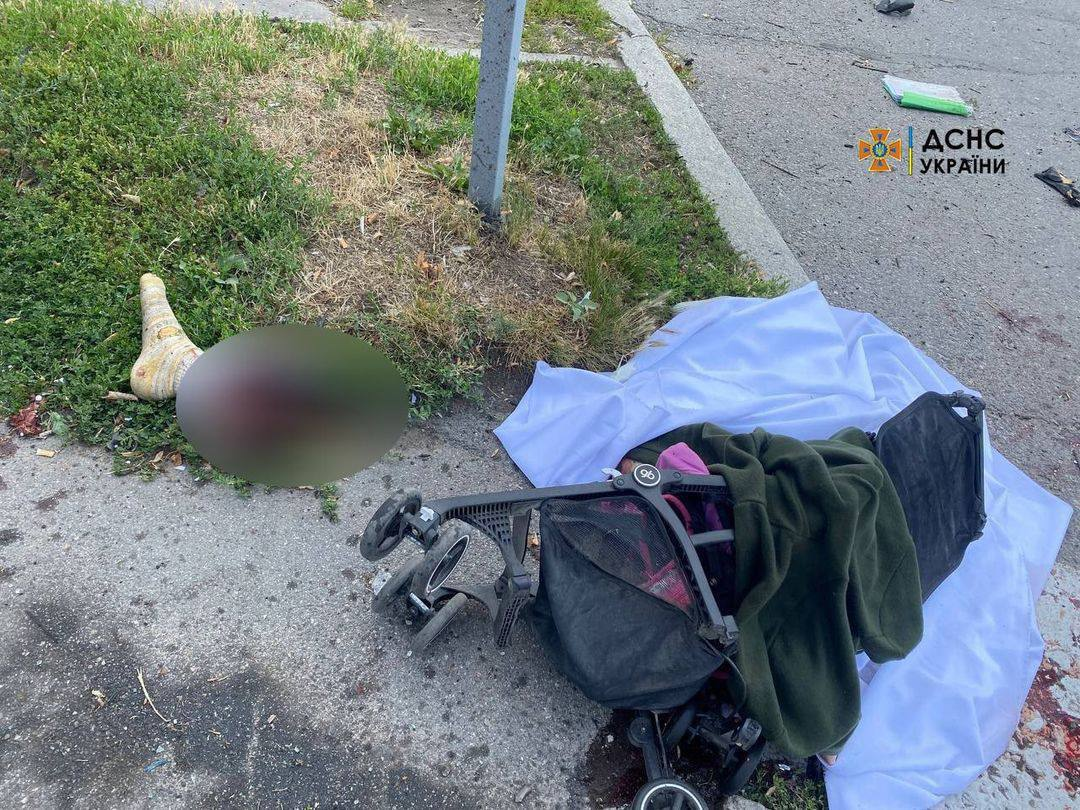
Детская коляска рядом с оторванной ногой

По данным украинских властей, всего погибло 27 человек, в том числе 3 ребёнка. 183 человека получили ранения, 82 человека было госпитализировано с разной степенью тяжести ранений. 19 июля издание «Медиазона» и Руслан Левиев из Conflict Intelligence Team сообщили, что при ракетном ударе по Виннице погибло трое офицеров Воздушных сил Украины: Константин Пузыренко (временно исполняющий обязанности начальника военно-научного отдела штаба командования военно-воздушных сил Украины), полковник Олег Макарчук (начальник отдела организации ремонта вооружения и военной техники, начальник службы вооружения и логистики командования) и Дмитрий Бурдико (начальник отдела эксплуатации и ремонта вооружений зенитно-ракетных войск и заместитель начальника командования логистики вооружений ВСУ).
Согласно сообщению корреспондентки BBC, значительная часть погибших на автомобильной стоянке — таксисты. Кроме того, находясь в припаркованном автомобиле, от огня погиб 8-летний Кирилл Пяхин. Ранее Кирилл вместе со своей семьёй выехали из оккупированного Херсона. Мальчик находился в машине вместе с дядей, который был госпитализирован. Тело ребёнка идентифицировали благодаря ДНК-экспертизе.
Украинская поп-исполнительница Roxolana, которая должна была выступать в городе вечером того же дня, сообщила, что все члены её команды были ранены в результате удара, а 25-летний звукорежиссёр Евгений Коваленко — погиб от взрывной волны.
Погибли и получили ранения пациенты и персонал сгоревшей клиники «Нейромед». Среди погибших: администратор Екатерина Гула, менеджер Татьяна Харченко, 29-летняя жительница Львова, которая привела по записи своего семилетнего сына, и семилетний Максим Жария вместе со своей матерью Викторией Рекутой, которые находились в клинике для обследования. Тела Максима и Виктории сильно обгорели и были опознаны по ДНК-тестам. Детский невролог Павел Ковальчук и невролог Наталья Фальштинская находились в тяжёлом состоянии в реанимации. Наталья Фальштинская 19 июля скончалась от полученных травм, ранее у неё были ампутированы обе ноги. Павел Ковальчук скончался 2 августа от полученных ожогов и ранений. Семилетний мальчик из Львова, мать которого погибла при атаке, получил 45 % внешних ожогов тела, 35 % — внутренних, закрытый перелом левой руки, а несколько осколков ракеты остались в его черепе; Германии ребёнку провели 31 операцию, а реабилитация заняла почти год.
21 июля стало известно о том, что в больнице скончалась 20-летняя Ольга Лысенко. Согласно сообщению главы Винницкой областной военной администрации Сергея Борзова, 14 июля Ольга возвращалась от стоматолога, и в момент удара находилась на площади Победы; она получила ожоги 98 % тела.
|    | Фамилия Имя Отчество | Дата рождения (возраст) | О личности |
| -- | -------------------- | ----------------------- | --- |
| 1  | Боровская Александра | нет данных              | Студентка 2 курса Донецкого национального университета имени Василия Стуса факультета истории и международных отношений |
| 2  | Ващук Леся           | 4 июня 1981             | Подруга Светланы Чешковской, работали в ТЦ рядом с местом удара. Погибла, когда выходила из храма Георгия Победоносца, где была на похоронах |
| 3  | Чешковская Светлана  | 4 июня 1981             | Подруга Леси Ващук, работали в ТЦ рядом с местом удара. Погибли, когда выходила из храма Георгия Победоносца, где была на похоронах |
| 4  | Даценко Володимир    | ?                       | Журналист общественной организации «Дорожный контроль» Винница, волонтер, доброволец ВСУ. Стал 34-м медийщиком, погибшим с начала широкомасштабного российского вторжения в Украину |
| 5  | Лиза Дмитриева       | 3 июня 2018 (4)         | Одной из троих погибших детей была 4-летняя девочка с синдромом Дауна Лиза Дмитриева, убитая в результате удара на месте. Мать Лизы, Ирина Дмитриева, была тяжело ранена: по состоянию на 15 июля она была прооперирована и находится в тяжёлом состоянии. На момент удара они шли на занятия с логопедом. Ранее тем же днём, до атаки, Ирина опубликовала в соцсетях видео совместной прогулки, на котором Лиза шла рядом, толкая розовую коляску. Похожая детская коляска позже была запечатлена на фотографиях, сделанных на месте ракетного удара: окровавленная коляска лежала на боку, а рядом с ней лежали тело погибшей девочки и оторванная нога. Кадры широко распространились по интернету. В 2021 году Лиза снималась в рождественском ролике Елены Зеленской. Видео с Лизой было показано 20 июля 2022 года в Конгрессе США. |
| 6  | Гула Екатерина       | 1998 (24 года)          | Администратор медицинского центра «Нейромед» |
| 7  | Рекута Виктория      | 1987 (35 лет)           | Врач-стоматолог. Находилась на момент взрыва в медицинском центре «Нейромед» |
| 8  | Жарий Максим         | 2015 (7 лет)            | Сын врач-стоматолога Находился на момент взрыва в медицинском центре «Нейромед» |
| 9  | Фальштынская Наталья | 45 лет                  | Врач-невролог в медицинском центре «Нейромед». К моменту взрыва принимала пациентов |
| 10 | Харченко Татьяна     | 32 года                 | Менеджер в медицинском центре «Нейромед» |
| 11 | Алексея Галина       | 28 июля 1992 (29 лет)   | Жена декана и преподавательница Львовской национальной музыкальной академии имени Николая Лысенко, на момент взрыва вместе с восьмилетним сыном была в медицинском центре «Нейромед» |
| 12 | Клапай Александр     | 49 лет                  | |
| 13 | Кисель Алина         | 1997 (25 лет)           | Менеджер отделения Приватбанка |
| 14 | Коваленко Евгений    | 49 лет                  | Звукорежиссёр в команде певицы Roxolana, концерт которой должен был состояться 14 июля в Дом офицеров |
| 15 | Виктор Полищук       | 37 лет                  | Занимался организацией концертов. В день нападения должен был пройти концерт группы «ВВ» в пабе напротив Дома офицеров. |
| 16 | Пузыренко Константин | 40 лет                  | Участник АТО, офицер ВСУ |
| 17 | Пьяхин Кирилл        | 4 июля 2014 (8)         | Вместе с семьей после полномасштабного российского вторжения переехал из Херсона в Винницкую область и планировали выехать в Молдову. В момент взрыва мальчик ждал в автомобиле своих родных, которые в это время оформляли документы для пересечения границы. |
| 18 | Суверина Екатерина   | 58 лет                  | Пенсионерка, направлялась на работу вблизи Дома офицеров |
| 19 | Тиховская Оксана     | -                       | Учительница начальных классов в Винницком лицее № 8 |
| 20 | Нелегач Нина         | 56 лет                  | Воспитательница, жительница Луки-Мелешковской общины. Погибла в больнице 16 июля в результате тяжелых ожогов. |
| 21 | Мулевич Владимир     | 6 июня 1961             | Шофер. До недавнего времени мужчине сделали операцию на сердце. К моменту взрыва направлялся к кардиологу. Умер в больнице 17 августа |
| 22 | Лысенко Ольга        | 20 лет                  | Дочь сотрудника 7ААС. В момент удара находилась на площади Победы. Умерла в больнице 20 июля, у девушки было 98 % ожогов |
| 23 | Ковальчук Павел      | -                       | Детский невролог в медицинском центре «Нейромед» скончался 2 августа в больнице Кракова (Польша) |

## Реакция

### Украина
Президент Украины Владимир Зеленский назвал событие террористическим актом, написав в своём канале Telegram:

Винница. Ракетные удары по центру города. Есть раненые и убитые, среди них маленький ребёнок. Каждый день Россия уничтожает мирное население, убивает украинских детей, направляет ракеты на гражданские объекты. Где нет ничего военного. Что это, как не открытый теракт? В людях. Страна убийц. Страна террористов.

Позже Зеленский призвал демократические страны мира признать Россию страной-террористом.
Советник главы Офиса Президента Украины Михаил Подоляк заявил в своём аккаунте Twitter, что удары по мирным украинским городам являются не ошибкой, а «утверждённой военной стратегией», добавив, что «Россия не способна победить ВСУ в бою, и поэтому прибегает к варварству: терактам, уничтожению инфраструктуры и расправам над гражданскими».

### Международное сообщество
Генеральный секретарь ООН Антониу Гутерреш сообщил, что он потрясён ракетным ударом по Виннице. Генеральный секретарь осудил нападения на гражданское население или гражданскую инфраструктуру и призвал к ответственности за такие нарушения.
Посол ЕС на Украине Матти Маасикас заявил, что удар по Виннице свидетельствует об усилении атак России по гражданскому населению.
Летом 2024 года фонд Джорджа Клуни подал в Консультативный комитет при Совете по правам человека дело о признании того, что Россия своим ударом нарушила право погибших на жизнь.

### Россия
Представитель Министерства обороны России Игорь Конашенков в своём ежедневном брифинге никак не прокомментировал удар по Виннице. Владимир Соловьёв заявил, что удар был нанесен по военной части в Винницкой области. Позже поправил себя и заявил, что атакован был Дом офицеров. Версию с Домом офицеров озвучил и представитель России и старший советник постпредства при ООН Евгений Варганов. Глава российского канала Russia Today Маргарита Симоньян в своем Telegram-канале заявила, что Министерство обороны объяснило нанесение удара по Виннице тем, что Дом офицеров якобы служил военной базой. Крупные российские СМИ — «Интерфакс», «Первый канал», НТВ, Вести.ру, «Коммерсантъ» — к 19:20 молчали об атаке. РИА Новости, ТАСС, РБК, Russia Today, Lenta.ru, «Ведомости» цитировали либо Симоньян, либо Варганова.
15 июля Министерство обороны России в своём телеграм-канале впервые прокомментировало и признало нанесение ракетного удара, безосновательно утверждая о поражении военной цели. В сообщении не упоминается гибель троих детей.

## Память

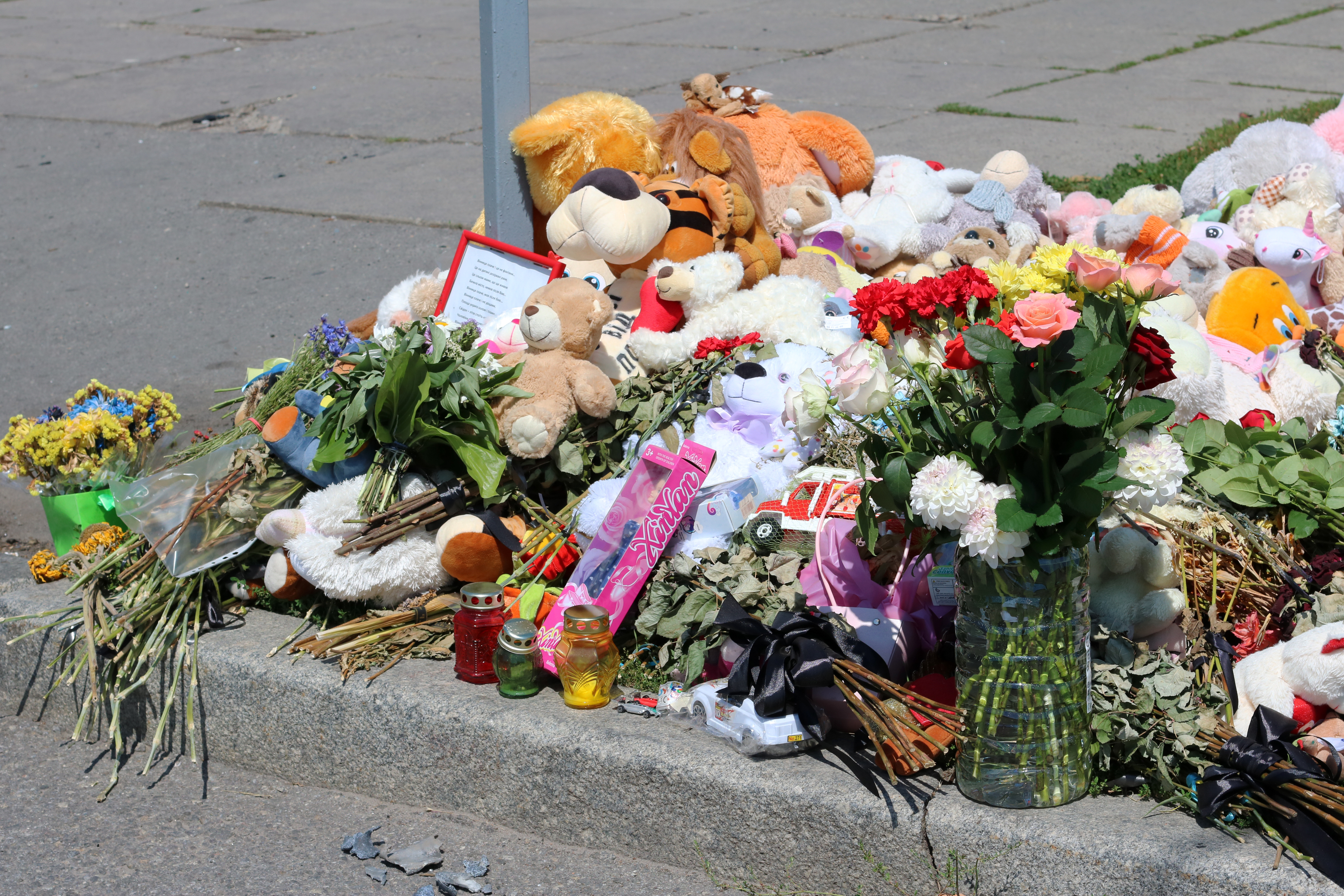
Стихийный мемориал

Через дни после трагедии на месте гибели Лизы жители Украины создали импровизированный мемориал и возлагают цветы и детские игрушки.
Видео с Лизой было показано 20 июля 2022 г. в Конгрессе США.